# Liste der Mitglieder des Bayerischen Landtags (19. Wahlperiode)
Die Liste gibt einen Überblick über die Mitglieder des Bayerischen Landtags in der 19. Wahlperiode (ab 2023). Diese wurden bei der Landtagswahl am 8. Oktober 2023 gewählt. Die konstituierende Sitzung des Landtags fand am 30. Oktober 2023 statt.

## Zusammensetzung
Seit der Landtagswahl am 8. Oktober 2023 gab es folgende Veränderung im Landtag:
- Grüne: 32
- SPD: 17
- FW: 37
- CSU: 85
- AfD: 32

| Fraktion              | Beginn der Legislaturperiode | Stand | Zugänge | Abgänge | Saldo |
| --------------------- | ---------------------------- | ----- | ------- | ------- | ----- |
| Bündnis 90/Die Grünen | 32                           | 32    |         |         | ± 0   |
| SPD                   | 17                           | 17    |         |         | ± 0   |
| FW                    | 37                           | 37    |         |         | ± 0   |
| CSU                   | 85                           | 85    |         |         | ± 0   |
| AfD                   | 32                           | 32    |         |         | ± 0   |
| Fraktionslose         | 0                            | 0     |         |         | ± 0   |

## Präsidium
| Fraktion              | Vorsitz                                                      | Schriftführer                                |
| --------------------- | ------------------------------------------------------------ | -------------------------------------------- |
| CSU                   | Ilse Aigner (Präsidentin) Tobias Reiß (Erster Vizepräsident) | Martina Gießübel Andreas Jäckel Martin Wagle |
| Freie Wähler          | Alexander Hold (Zweiter Vizepräsident)                       | Felix von Zobel                              |
| AfD                   | – (Dritter Vizepräsident) 1                                  | – 2                                          |
| Bündnis 90/Die Grünen | Ludwig Hartmann (Vierter Vizepräsident)                      | Ludwig Hartmann Verena Osgyan                |
| SPD                   | Markus Rinderspacher (Fünfter Vizepräsident)                 | Markus Rinderspacher                         |

## Fraktionsvorstände
| Fraktion              | Vorsitzende                                                             | Stellvertretende Vorsitzende | Parlamentarische Geschäftsführer                                     | Weitere Vorstandsmitglieder |
| --------------------- | ----------------------------------------------------------------------- | --- | -------------------------------------------------------------------- | --------------------------- |
| CSU                   | Klaus Holetschek                                                        | Winfried Bausback Tanja Schorer-Dremel Martin Wagle | Michael Hofmann                                                      |                             |
| Freie Wähler          | Florian Streibl                                                         | Bernhard Pohl Wolfgang Hauber Nikolaus Kraus Jutta Widmann | Felix Locke                                                          |                             |
| AfD                   | Katrin Ebner-Steiner                                                    | Martin Böhm Richard Graupner Ingo Hahn bis 27. März 2025 | Christoph Maier                                                      |                             |
| Bündnis 90/Die Grünen | Katharina Schulze                                                       | Johannes Becher Claudia Köhler Verena Osgyan Stephanie Schuhknecht                                                                                                | Jürgen Mistol                                                        |                             |
| SPD                   | Florian von Brunn bis 16. Juli 2024 Holger Grießhammer ab 16. Juli 2024 | Anna Rasehorn Arif Taşdelen Holger Grießhammer bis 16. Juli 2024 Volkmar Halbleib bis 16. Juli 2024 Ruth Müller bis 16. Juli 2024 Doris Rauscher ab 16. Juli 2024 | Simone Strohmayr bis 16. Juli 2024 Volkmar Halbleib ab 16. Juli 2024 |                             |

## Abgeordnete
| Mitglied des Landtages | geb. | Partei | Foto                    | Wahlkreis     | Stimmkreis                                      | Erststimmen in % | Direktmandat | Anmerkungen                                |
| ---------------------- | ---- | ------ | ----------------------- | ------------- | ----------------------------------------------- | ---------------- | ------------ | ------------------------------------------ |
| Benjamin Adjei         | 1990 | GRÜNE  |                         | Oberbayern    | München-Moosach                                 | 26,8             | nein         |                                            |
| Ilse Aigner            | 1964 | CSU    |                         | Oberbayern    | Miesbach                                        | 42,6             | ja           |                                            |
| Hubert Aiwanger        | 1971 | FW     |                         | Niederbayern  | Landshut                                        | 37,2             | ja           |                                            |
| Dieter Arnold          | 1973 | AfD    |                         | Oberpfalz     | Regensburg-Land                                 | 17,8             | nein         |                                            |
| Horst Arnold           | 1962 | SPD    |                         | Mittelfranken | Fürth                                           | 14,3             | nein         |                                            |
| Daniel Artmann         | 1988 | CSU    |                         | Oberbayern    | Rosenheim-Ost                                   | 34,0             | ja           |                                            |
| Oskar Atzinger         | 1963 | AfD    |                         | Niederbayern  | Regen, Freyung-Grafenau                         | 22,8             | nein         |                                            |
| Nicole Bäumler         | 1986 | SPD    |                         | Oberpfalz     | Weiden in der Oberpfalz                         | 9,5              | nein         |                                            |
| Volker Bauer           | 1971 | CSU    |                         | Mittelfranken | Roth                                            | 38,4             | ja           |                                            |
| Jörg Baumann           | 1981 | AfD    |                         | Unterfranken  | Aschaffenburg-West                              | 16,5             | nein         |                                            |
| Jürgen Baumgärtner     | 1973 | CSU    |                         | Oberfranken   | Kronach, Lichtenfels                            | 41,5             | ja           |                                            |
| Konrad Baur            | 1988 | CSU    |                         | Oberbayern    | Traunstein                                      | 34,3             | ja           |                                            |
| Winfried Bausback      | 1965 | CSU    |                         | Unterfranken  | Aschaffenburg-West                              | 38,6             | ja           |                                            |
| Johannes Becher        | 1988 | GRÜNE  |                         | Oberbayern    | Freising                                        | 18,6             | nein         |                                            |
| Tobias Beck            | 1987 | FW     |                         | Niederbayern  | Straubing                                       | 19,3             | nein         |                                            |
| Barbara Becker         | 1969 | CSU    |                         | Unterfranken  | Kitzingen                                       | 43,2             | ja           |                                            |
| Andrea Behr            | 1969 | CSU    |                         | Unterfranken  | Würzburg-Stadt                                  | 33,0             | ja           |                                            |
| Martin Behringer       | 1971 | FW     |                         | Niederbayern  | Regen, Freyung-Grafenau                         | 23,0             | nein         |                                            |
| Eric Beißwenger        | 1972 | CSU    |                         | Schwaben      | Lindau, Sonthofen                               | 36,5             | ja           |                                            |
| Franz Bergmüller       | 1965 | AfD    |                         | Oberbayern    | Rosenheim-West                                  | 14,5             | nein         |                                            |
| Christian Bernreiter   | 1964 | CSU    |                         | Niederbayern  | Deggendorf                                      | 42,8             | ja           |                                            |
| Andreas Birzele        | 1976 | GRÜNE  |                         | Oberbayern    | Fürstenfeldbruck-Ost                            | 18,3             | nein         |                                            |
| Markus Blume           | 1975 | CSU    |                         | Oberbayern    | München-Ramersdorf                              | 34,8             | ja           |                                            |
| Martin Böhm            | 1964 | AfD    |                         | Oberfranken   | Coburg                                          | 17,8             | nein         |                                            |
| Maximilian Böltl       | 1983 | CSU    |                         | Oberbayern    | München-Land-Nord                               | 38,1             | ja           |                                            |
| Cemal Bozoğlu          | 1961 | GRÜNE  |                         | Schwaben      | Augsburg-Stadt-West                             | 18,7             | nein         |                                            |
| Robert Brannekämper    | 1965 | CSU    |                         | Oberbayern    | München-Bogenhausen                             | 32,9             | ja           |                                            |
| Florian von Brunn      | 1969 | SPD    |                         | Oberbayern    | München-Giesing                                 | 13,1             | nein         |                                            |
| Martin Brunnhuber      | 1975 | FW     |                         | Oberbayern    | Traunstein                                      | 20,4             | nein         |                                            |
| Markus Büchler         | 1973 | GRÜNE  |                         | Oberbayern    | München-Land-Süd                                | 22,3             | nein         |                                            |
| Kerstin Celina         | 1968 | GRÜNE  |                         | Unterfranken  | Würzburg-Land                                   | 14,5             | nein         |                                            |
| Maximilian Deisenhofer | 1987 | GRÜNE  |                         | Schwaben      | Augsburg-Land-Süd                               | 12,3             | nein         |                                            |
| Gülseren Demirel       | 1964 | GRÜNE  |                         | Oberbayern    | München-Giesing                                 | 32,6             | ja           |                                            |
| Rene Dierkes           | 1991 | AfD    |                         | Oberbayern    | München-Ramersdorf                              | 8,9              | nein         |                                            |
| Franc Dierl            | 1970 | CSU    |                         | Oberfranken   | Bayreuth                                        | 33,9             | ja           |                                            |
| Alexander Dietrich     | 1975 | CSU    |                         | Oberbayern    | München-Moosach                                 | 32,0             | ja           |                                            |
| Leo Dietz              | 1967 | CSU    |                         | Schwaben      | Augsburg-Stadt-West                             | 31,3             | ja           |                                            |
| Alex Dorow             | 1964 | CSU    |                         | Oberbayern    | Landsberg am Lech, Fürstenfeldbruck-West        | 35,8             | ja           |                                            |
| Holger Dremel          | 1972 | CSU    |                         | Oberfranken   | Bamberg-Land                                    | 46,9             | ja           |                                            |
| Norbert Dünkel         | 1961 | CSU    |                         | Mittelfranken | Nürnberger Land                                 | 39,4             | ja           |                                            |
| Jürgen Eberwein        | 1966 | CSU    |                         | Oberpfalz     | Regensburg-Stadt                                | 30,2             | ja           |                                            |
| Stefan Ebner           | 1980 | CSU    |                         | Niederbayern  | Regen, Freyung-Grafenau                         | 34,2             | ja           |                                            |
| Katrin Ebner-Steiner   | 1978 | AfD    |                         | Niederbayern  | Deggendorf                                      | 21,8             | nein         |                                            |
| Ute Eiling-Hütig       | 1967 | CSU    |                         | Oberbayern    | Starnberg                                       | 35,0             | ja           |                                            |
| Georg Eisenreich       | 1970 | CSU    |                         | Oberbayern    | München-Hadern                                  | 32,4             | ja           |                                            |
| Susann Enders          | 1967 | FW     |                         | Oberbayern    | Weilheim-Schongau                               | 20,7             | nein         |                                            |
| Wolfgang Fackler       | 1975 | CSU    |                         | Schwaben      | Donau-Ries                                      | 41,4             | ja           |                                            |
| Martina Fehlner        | 1960 | SPD    |                         | Unterfranken  | Aschaffenburg-West                              | 12,2             | nein         |                                            |
| Christiane Feichtmeier | 1973 | SPD    |                         | Oberbayern    | Starnberg                                       | 8,2              | nein         |                                            |
| Alexander Flierl       | 1970 | CSU    |                         | Oberpfalz     | Schwandorf                                      | 35,5             | ja           |                                            |
| Karl Freller           | 1956 | CSU    |                         | Mittelfranken | Nürnberg-Süd                                    | 40,8             | ja           |                                            |
| Thorsten Freudenberger | 1973 | CSU    |                         | Schwaben      | Neu-Ulm                                         | 43,7             | ja           |                                            |
| Patrick Friedl         | 1970 | GRÜNE  |                         | Unterfranken  | Würzburg-Stadt                                  | 29,8             | nein         |                                            |
| Sebastian Friesinger   | 1961 | CSU    |                         | Oberbayern    | Rosenheim-West                                  | 33,0             | ja           |                                            |
| Stefan Frühbeißer      | 1969 | FW     |                         | Oberfranken   | Bayreuth                                        | 19,8             | nein         |                                            |
| Barbara Fuchs          | 1960 | GRÜNE  |                         | Mittelfranken | Fürth                                           | 18,8             | nein         |                                            |
| Albert Füracker        | 1968 | CSU    |                         | Oberpfalz     | Neumarkt in der Oberpfalz                       | 51,3             | ja           |                                            |
| Judith Gerlach         | 1985 | CSU    |                         | Unterfranken  | Aschaffenburg-Ost                               | 46,0             | ja           |                                            |
| Martina Gießübel       | 1970 | CSU    |                         | Unterfranken  | Schweinfurt                                     | 38,5             | ja           |                                            |
| Thorsten Glauber       | 1970 | FW     |                         | Oberfranken   | Forchheim                                       | 27,6             | nein         |                                            |
| Christin Gmelch        | 1988 | AfD    |                         | Oberbayern    | Neuburg-Schrobenhausen                          | 17,0             | nein         | nachgerückt am 4. April 2025 für Ingo Hahn |
| Mia Goller             | 1978 | GRÜNE  |                         | Niederbayern  | Rottal-Inn                                      | 7,0              | nein         |                                            |
| Tobias Gotthardt       | 1977 | FW     |                         | Oberpfalz     | Regensburg-Land                                 | 24,0             | nein         |                                            |
| Richard Graupner       | 1963 | AfD    |                         | Unterfranken  | Schweinfurt                                     | 19,0             | nein         |                                            |
| Holger Grießhammer     | 1982 | SPD    |                         | Oberfranken   | Wunsiedel, Kulmbach                             | 12,8             | nein         |                                            |
| Alfred Grob            | 1965 | CSU    |                         | Oberbayern    | Ingolstadt                                      | 35,6             | ja           |                                            |
| Johann Groß            | 1956 | FW     |                         | Oberbayern    | Dachau                                          | 18,6             | nein         |                                            |
| Patrick Grossmann      | 1976 | CSU    |                         | Oberpfalz     | Regensburg-Land                                 | 35,4             | ja           |                                            |
| Sabine Gross           | 1964 | SPD    |                         | Oberfranken   | Kronach, Lichtenfels                            | 10,1             | nein         |                                            |
| Petra Guttenberger     | 1962 | CSU    |                         | Mittelfranken | Fürth                                           | 34,6             | ja           |                                            |
| Ingo Hahn              | 1971 | AfD    |                         | Oberbayern    | Bad Tölz-Wolfratshausen, Garmisch-Partenkirchen | 13,1             | nein         | ausgeschieden am 27. März 2025             |
| Volkmar Halbleib       | 1964 | SPD    |                         | Unterfranken  | Würzburg-Land                                   | 11,5             | nein         |                                            |
| Daniel Halemba         | 2001 | AfD    |                         | Unterfranken  | Haßberge, Rhön-Grabfeld                         | 17,0             | nein         |                                            |
| Ludwig Hartmann        | 1978 | GRÜNE  |                         | Oberbayern    | München-Mitte                                   | 44,6             | ja           |                                            |
| Wolfgang Hauber        | 1959 | FW     |                         | Mittelfranken | Ansbach-Süd, Weißenburg-Gunzenhausen            | 18,8             | nein         |                                            |
| Bernhard Heinisch      | 1985 | FW     |                         | Oberpfalz     | Amberg-Sulzbach                                 | 18,1             | nein         |                                            |
| Josef Heisl            | 1982 | CSU    |                         | Niederbayern  | Passau-Ost                                      | 32,8             | ja           |                                            |
| Florian Herrmann       | 1971 | CSU    | Florian Herrmann (2023) | Oberbayern    | Freising                                        | 31,3             | ja           |                                            |
| Joachim Herrmann       | 1956 | CSU    |                         | Mittelfranken | Erlangen-Stadt                                  | 36,6             | ja           |                                            |
| Christian Hierneis     | 1963 | GRÜNE  |                         | Oberbayern    | München-Schwabing                               | 34,4             | ja           |                                            |
| Petra Högl             | 1971 | CSU    |                         | Niederbayern  | Kelheim                                         | 36,9             | ja           |                                            |
| Michael Hofmann        | 1974 | CSU    |                         | Oberfranken   | Forchheim                                       | 33,7             | ja           |                                            |
| Alexander Hold         | 1962 | FW     |                         | Schwaben      | Kempten, Oberallgäu                             | 20,4             | nein         |                                            |
| Klaus Holetschek       | 1964 | CSU    | Klaus Holetschek 2021   | Schwaben      | Memmingen                                       | 38,9             | ja           |                                            |
| Thomas Holz            | 1976 | CSU    |                         | Oberbayern    | Bad Tölz-Wolfratshausen, Garmisch-Partenkirchen | 36,6             | ja           |                                            |
| Gerhard Hopp           | 1981 | CSU    |                         | Oberpfalz     | Cham                                            | 39,4             | ja           |                                            |
| Martin Huber           | 1960 | AfD    |                         | Oberbayern    | Erding                                          | 14,5             | nein         |                                            |
| Martin Huber           | 1977 | CSU    |                         | Oberbayern    | Altötting                                       | 41,2             | ja           |                                            |
| Thomas Huber           | 1972 | CSU    |                         | Oberbayern    | Ebersberg                                       | 38,3             | ja           |                                            |
| Melanie Huml           | 1975 | CSU    |                         | Oberfranken   | Bamberg-Stadt                                   | 36,5             | ja           |                                            |
| Andreas Jäckel         | 1965 | CSU    |                         | Schwaben      | Augsburg-Stadt-Ost                              | 31,5             | ja           |                                            |
| Marina Jakob           | 1988 | FW     |                         | Schwaben      | Günzburg                                        | 16,0             | nein         |                                            |
| Björn Jungbauer        | 1981 | CSU    |                         | Unterfranken  | Würzburg-Land                                   | 42,4             | ja           |                                            |
| Andreas Jurca          | 1987 | AfD    |                         | Schwaben      | Augsburg-Stadt-Ost                              | 15,4             | nein         |                                            |
| Michaela Kaniber       | 1977 | CSU    |                         | Oberbayern    | Berchtesgadener Land                            | 37,6             | ja           |                                            |
| Andreas Kaufmann       | 1981 | CSU    |                         | Schwaben      | Marktoberdorf                                   | 39,9             | ja           |                                            |
| Sandro Kirchner        | 1975 | CSU    |                         | Unterfranken  | Bad Kissingen                                   | 51,1             | ja           |                                            |
| Paul Knoblach          | 1954 | GRÜNE  |                         | Unterfranken  | Schweinfurt                                     | 10,6             | nein         | Alterspräsident                            |
| Manuel Knoll           | 1990 | CSU    |                         | Schwaben      | Augsburg-Land, Dillingen                        | 35,3             | ja           |                                            |
| Claudia Köhler         | 1966 | GRÜNE  |                         | Oberbayern    | München-Land-Nord                               | 19,1             | nein         |                                            |
| Florian Köhler         | 1994 | AfD    |                         | Oberfranken   | Bamberg-Land                                    | 21,4             | nein         |                                            |
| Jochen Kohler          | 1975 | CSU    |                         | Mittelfranken | Nürnberg-West                                   | 36,1             | ja           |                                            |
| Michael Koller         | 1976 | FW     |                         | Oberbayern    | Berchtesgadener Land                            | 24,3             | nein         |                                            |
| Joachim Konrad         | 1978 | CSU    |                         | Schwaben      | Kempten, Oberallgäu                             | 34,1             | ja           |                                            |
| Andreas Krahl          | 1989 | GRÜNE  |                         | Oberbayern    | Weilheim-Schongau                               | 14,7             | nein         |                                            |
| Nikolaus Kraus         | 1965 | FW     |                         | Oberbayern    | München-Land-Nord                               | 12,8             | nein         |                                            |
| Harald Kühn            | 1963 | CSU    |                         | Oberbayern    | Weilheim-Schongau                               | 33,5             | ja           |                                            |
| Susanne Kurz           | 1974 | GRÜNE  |                         | Oberbayern    | München-Ramersdorf                              | 22,8             | nein         |                                            |
| Josef Lausch           | 1970 | FW     |                         | Oberbayern    | Rosenheim-West                                  | 20,6             | nein         |                                            |
| Eva Lettenbauer        | 1992 | GRÜNE  |                         | Schwaben      | Donau-Ries                                      | 10,7             | nein         |                                            |
| Christian Lindinger    | 1964 | FW     |                         | Niederbayern  | Passau-West                                     | 24,7             | nein         |                                            |
| Oskar Lipp             | 1995 | AfD    |                         | Oberbayern    | Eichstätt                                       | 15,7             | nein         |                                            |
| Felix Locke            | 1988 | FW     |                         | Mittelfranken | Nürnberger Land                                 | 14,6             | nein         |                                            |
| Petra Loibl            | 1965 | CSU    |                         | Niederbayern  | Dingolfing                                      | 34,8             | ja           |                                            |
| Stefan Löw             | 1990 | AfD    |                         | Oberpfalz     | Tirschenreuth                                   | 18,1             | nein         |                                            |
| Rainer Ludwig          | 1961 | FW     |                         | Oberfranken   | Wunsiedel, Kulmbach                             | 18,7             | nein         |                                            |
| Roland Magerl          | 1973 | AfD    |                         | Oberpfalz     | Weiden in der Oberpfalz                         | 19,6             | nein         |                                            |
| Christoph Maier        | 1984 | AfD    |                         | Schwaben      | Memmingen                                       | 21,1             | nein         |                                            |
| Ferdinand Mang         | 1978 | AfD    |                         | Mittelfranken | Roth                                            | 15,5             | nein         |                                            |
| Gerd Mannes            | 1969 | AfD    |                         | Schwaben      | Günzburg                                        | 24,4             | nein         |                                            |
| Fabian Mehring         | 1989 | FW     |                         | Schwaben      | Augsburg-Land, Dillingen                        | 24,5             | nein         |                                            |
| Johannes Meier         | 1989 | AfD    |                         | Mittelfranken | Ansbach-Nord                                    | 18,0             | nein         |                                            |
| Harald Meußgeier       | 1962 | AfD    |                         | Oberfranken   | Kronach, Lichtenfels                            | 19,9             | nein         |                                            |
| Stefan Meyer           | 1984 | CSU    |                         | Niederbayern  | Passau-West                                     | 34,8             | ja           |                                            |
| Benjamin Miskowitsch   | 1984 | CSU    |                         | Oberbayern    | Fürstenfeldbruck-Ost                            | 35,5             | ja           |                                            |
| Jürgen Mistol          | 1965 | GRÜNE  |                         | Oberpfalz     | Regensburg-Stadt                                | 23,8             | nein         |                                            |
| Martin Mittag          | 1982 | CSU    |                         | Oberfranken   | Coburg                                          | 42,1             | ja           |                                            |
| Johann Müller          | 1959 | AfD    |                         | Niederbayern  | Straubing                                       | 18,9             | nein         |                                            |
| Ruth Müller            | 1967 | SPD    |                         | Niederbayern  | Landshut                                        | 7,0              | nein         |                                            |
| Ulrike Müller          | 1962 | FW     |                         | Schwaben      | Lindau, Sonthofen                               | 17,3             | nein         |                                            |
| Benjamin Nolte         | 1982 | AfD    |                         | Oberbayern    | Weilheim-Schongau                               | 12,8             | nein         |                                            |
| Walter Nussel          | 1965 | CSU    |                         | Mittelfranken | Erlangen-Höchstadt                              | 38,5             | ja           |                                            |
| Stephan Oetzinger      | 1984 | CSU    |                         | Oberpfalz     | Weiden in der Oberpfalz                         | 41,4             | ja           |                                            |
| Verena Osgyan          | 1971 | GRÜNE  |                         | Mittelfranken | Nürnberg-Nord                                   | 26,9             | nein         |                                            |
| Tim Pargent            | 1993 | GRÜNE  |                         | Oberfranken   | Bayreuth                                        | 12,6             | nein         |                                            |
| Michael Piazolo        | 1959 | FW     |                         | Oberbayern    | München-Giesing                                 | 7,3              | nein         |                                            |
| Thomas Pirner          | 1964 | CSU    |                         | Mittelfranken | Nürnberg-Nord                                   | 31,4             | ja           |                                            |
| Bernhard Pohl          | 1964 | FW     |                         | Schwaben      | Kaufbeuren                                      | 22,4             | nein         |                                            |
| Julia Post             | 1989 | GRÜNE  |                         | Oberbayern    | München-Pasing                                  | 25,8             | nein         |                                            |
| Julian Preidl          | 1995 | FW     |                         | Oberpfalz     | Cham                                            | 24,7             | nein         |                                            |
| Anna Rasehorn          | 1991 | SPD    |                         | Schwaben      | Augsburg-Stadt-Ost                              | 11,2             | nein         |                                            |
| Doris Rauscher         | 1967 | SPD    |                         | Oberbayern    | Ebersberg                                       | 11,1             | nein         |                                            |
| Tobias Reiß            | 1968 | CSU    |                         | Oberpfalz     | Tirschenreuth                                   | 43,8             | ja           |                                            |
| Markus Rinderspacher   | 1969 | SPD    |                         | Oberbayern    | München-Ramersdorf                              | 13,5             | nein         |                                            |
| Anton Rittel           | 1967 | FW     |                         | Schwaben      | Augsburg-Land-Süd                               | 15,5             | nein         |                                            |
| Elena Roon             | 1977 | AfD    |                         | Mittelfranken | Nürnberg-West                                   | 16,7             | nein         |                                            |
| Markus Saller          | 1969 | FW     |                         | Oberbayern    | Mühldorf am Inn                                 | 25,3             | nein         |                                            |
| Jenny Schack           | 1981 | CSU    |                         | Schwaben      | Günzburg                                        | 35,6             | ja           |                                            |
| Andreas Schalk         | 1984 | CSU    |                         | Mittelfranken | Ansbach-Nord                                    | 38,6             | ja           |                                            |
| Martin Scharf          | 1963 | FW     |                         | Oberpfalz     | Schwandorf                                      | 22,2             | nein         |                                            |
| Ulrike Scharf          | 1967 | CSU    |                         | Oberbayern    | Erding                                          | 39,5             | ja           |                                            |
| Harry Scheuenstuhl     | 1961 | SPD    |                         | Mittelfranken | Neustadt an der Aisch-Bad Windsheim, Fürth-Land | 10,3             | nein         |                                            |
| Werner Schießl         | 1968 | FW     |                         | Niederbayern  | Rottal-Inn                                      | 24,9             | nein         |                                            |
| Franz Schmid           | 2000 | AfD    |                         | Schwaben      | Neu-Ulm                                         | 17,7             | nein         |                                            |
| Josef Schmid           | 1969 | CSU    |                         | Oberbayern    | München-Pasing                                  | 33,9             | ja           |                                            |
| Gabi Schmidt           | 1968 | FW     |                         | Mittelfranken | Neustadt an der Aisch-Bad Windsheim, Fürth-Land | 17,3             | nein         |                                            |
| Helmut Schnotz         | 1967 | CSU    |                         | Mittelfranken | Ansbach-Süd, Weißenburg-Gunzenhausen            | 39,0             | ja           |                                            |
| Sascha Schnürer        | 1979 | CSU    |                         | Oberbayern    | Mühldorf am Inn                                 | 34,5             | ja           |                                            |
| Martin Schöffel        | 1977 | CSU    |                         | Oberfranken   | Wunsiedel, Kulmbach                             | 39,2             | ja           |                                            |
| Tanja Schorer-Dremel   | 1964 | CSU    |                         | Oberbayern    | Eichstätt                                       | 41,1             | ja           |                                            |
| Kerstin Schreyer       | 1971 | CSU    |                         | Oberbayern    | München-Land-Süd                                | 38,1             | ja           |                                            |
| Toni Schuberl          | 1983 | GRÜNE  |                         | Niederbayern  | Regen, Freyung-Grafenau                         | 4,5              | nein         |                                            |
| Stephanie Schuhknecht  | 1983 | GRÜNE  |                         | Schwaben      | Augsburg-Stadt-Ost                              | 20,8             | nein         |                                            |
| Katharina Schulze      | 1985 | GRÜNE  |                         | Oberbayern    | München-Milbertshofen                           | 35,3             | ja           |                                            |
| Thorsten Schwab        | 1975 | CSU    |                         | Unterfranken  | Main-Spessart                                   | 42,3             | ja           |                                            |
| Harald Schwartz        | 1969 | CSU    |                         | Oberpfalz     | Amberg-Sulzbach                                 | 37,9             | ja           |                                            |
| Bernhard Seidenath     | 1968 | CSU    |                         | Oberbayern    | Dachau                                          | 35,5             | ja           |                                            |
| Florian Siekmann       | 1995 | GRÜNE  |                         | Oberbayern    | München-Hadern                                  | 28,2             | nein         |                                            |
| Ulrich Singer          | 1976 | AfD    |                         | Schwaben      | Augsburg-Land, Dillingen                        | 19,9             | nein         |                                            |
| Markus Söder           | 1967 | CSU    |                         | Mittelfranken | Nürnberg-Ost                                    | 41,5             | ja           |                                            |
| Ursula Sowa            | 1957 | GRÜNE  |                         | Oberfranken   | Bamberg-Stadt                                   | 19,3             | nein         |                                            |
| Ralf Stadler           | 1964 | AfD    |                         | Niederbayern  | Passau-Ost                                      | 21,9             | nein         |                                            |
| Werner Stieglitz       | 1980 | CSU    |                         | Mittelfranken | Neustadt an der Aisch-Bad Windsheim, Fürth-Land | 38,3             | ja           |                                            |
| Martin Stock           | 1980 | CSU    |                         | Unterfranken  | Miltenberg                                      | 41,7             | ja           |                                            |
| Anna Stolz             | 1982 | FW     |                         | Unterfranken  | Main-Spessart                                   | 16,9             | nein         |                                            |
| Ramona Storm           | 1958 | AfD    |                         | Unterfranken  | Miltenberg                                      | 16,1             | nein         |                                            |
| Karl Straub            | 1971 | CSU    |                         | Oberbayern    | Pfaffenhofen a.d.Ilm                            | 33,0             | ja           |                                            |
| Florian Streibl        | 1963 | FW     |                         | Oberbayern    | Bad Tölz-Wolfratshausen, Garmisch-Partenkirchen | 21,2             | nein         |                                            |
| Markus Striedl         | 1980 | AfD    |                         | Schwaben      | Donau-Ries                                      | 15,5             | nein         |                                            |
| Simone Strohmayr       | 1967 | SPD    |                         | Schwaben      | Aichach-Friedberg                               | 7,1              | nein         |                                            |
| Martin Stümpfig        | 1970 | GRÜNE  |                         | Mittelfranken | Ansbach-Nord                                    | 14,8             | nein         |                                            |
| Arif Taşdelen          | 1974 | SPD    |                         | Mittelfranken | Nürnberg-Nord                                   | 14,3             | nein         |                                            |
| Peter Tomaschko        | 1973 | CSU    |                         | Schwaben      | Aichach-Friedberg                               | 37,3             | ja           |                                            |
| Roswitha Toso          | 1963 | FW     |                         | Niederbayern  | Passau-Ost                                      | 19,6             | nein         |                                            |
| Carolina Trautner      | 1961 | CSU    |                         | Schwaben      | Augsburg-Land-Süd                               | 39,9             | ja           |                                            |
| Gabriele Triebel       | 1960 | GRÜNE  |                         | Oberbayern    | Landsberg am Lech, Fürstenfeldbruck-West        | 19,9             | nein         |                                            |
| Steffen Vogel          | 1974 | CSU    |                         | Unterfranken  | Haßberge, Rhön-Grabfeld                         | 46,6             | ja           |                                            |
| Matthias Vogler        | 1981 | AfD    |                         | Mittelfranken | Nürnberg-Süd                                    | 17,0             | nein         |                                            |
| Peter Wachler          | 1978 | CSU    |                         | Schwaben      | Kaufbeuren                                      | 33,9             | ja           |                                            |
| Martin Wagle           | 1966 | CSU    |                         | Niederbayern  | Rottal-Inn                                      | 36,1             | ja           |                                            |
| Markus Walbrunn        | 1987 | AfD    |                         | Oberbayern    | München-Pasing                                  | 8,0              | nein         |                                            |
| Kristan von Waldenfels | 2000 | CSU    |                         | Oberfranken   | Hof                                             | 49,6             | ja           |                                            |
| Ruth Waldmann          | 1971 | SPD    |                         | Oberbayern    | München-Milbertshofen                           | 12,9             | nein         |                                            |
| Laura Weber            | 1984 | GRÜNE  |                         | Oberpfalz     | Weiden in der Oberpfalz                         | 7,4              | nein         |                                            |
| Sabine Weigand         | 1961 | GRÜNE  |                         | Mittelfranken | Nürnberg-Süd                                    | 15,1             | nein         |                                            |
| Roland Weigert         | 1968 | FW     |                         | Oberbayern    | Neuburg-Schrobenhausen                          | 31,6             | ja           |                                            |
| Katja Weitzel          | 1973 | SPD    |                         | Oberbayern    | München-Pasing                                  | 12,0             | nein         |                                            |
| Jutta Widmann          | 1961 | FW     |                         | Niederbayern  | Dingolfing                                      | 24,9             | nein         |                                            |
| Andreas Winhart        | 1983 | AfD    |                         | Oberbayern    | Rosenheim-Ost                                   | 12,9             | nein         |                                            |
| Josef Zellmeier        | 1964 | CSU    |                         | Niederbayern  | Straubing                                       | 42,9             | ja           |                                            |
| Benno Zierer           | 1956 | FW     |                         | Oberbayern    | Freising                                        | 22,0             | nein         |                                            |
| Felix von Zobel        | 1992 | FW     |                         | Unterfranken  | Würzburg-Land                                   | 12,8             | nein         |                                            |
| Thomas Zöller          | 1968 | FW     |                         | Unterfranken  | Miltenberg                                      | 16,0             | nein         |                                            |
| Christian Zwanziger    | 1987 | GRÜNE  |                         | Mittelfranken | Erlangen-Stadt                                  | 28,6             | nein         |                                            |